# Albert Hyman
Pour les articles homonymes, voir Hyman.
Albert S. Hyman (1893-1972), est un cardiologue new-yorkais qui, avec son frère Charles, construisit dans les années 1930 à 1932 un dispositif électro-mécanique qui était l'un des premiers stimulateurs cardiaques artificiels. L'appareil a été, apparemment, testé sur des animaux de laboratoire et au moins un patient humain.
Le stimulateur cardiaque a été inventé par le Dr Mark C Lidwell, anesthésiste australien qui l'a utilisé pour réanimer un nouveau-né à l'hôpital "Women's Crown Street", à Sydney, en 1926. C'est cependant Hyman qui a utilisé et popularisé le terme « stimulateur cardiaque », qui reste en usage à ce jour,
Lidwell n'avait pas déposé de brevet de son invention et a choisi de rester anonyme pendant de nombreuses années pour éviter toute controverse publique, et le stimulateur d'Hyman n'a pas gagné l'acceptation générale de la communauté médicale, qui s'opposait à lui dans ses efforts pour populariser l'utilisation de son invention.